# 落跑吧愛情
《落跑吧愛情》（英語：All You Need Is Love），是一部於2015年上映的台湾愛情電影，為歌手任賢齊首部執導劇情長片。由舒淇、任賢齊、九孔、李國毅、馬念先、莊琇晴、方旭、唐子越、綠茶與大女孩主演。於2015年9月4日在臺灣上映。

## 劇情簡介
劇情描述嬌氣的千金小姐紛紛（舒淇 飾）因逃避家人催促婚姻，帶著母親留下的一捲錄音帶，一路找到澎湖打算體驗歌裡描述的風情。迎接她的民宿主人阿武（任賢齊 飾），正面臨民宿被弟弟（李國毅 飾）抵押投資失敗，民宿因此即將遭查封，這事件令平時深居簡出的民宿大家長（狄龍 飾）震怒。另一方面，紛紛與阿武一家人連日相處，決定協助阿武一家人讓民宿免被查封。於此同時，兩人的愛苗也漸漸滋長。

## 演員陣容

### 主演
| 演員   | 角色       | 介紹                                                                             |
| 舒淇   | 葉紛紛     | 從山西來的富家女，為了追尋爸媽的記憶及逃避指婚，而來到了美麗小島「澎湖」         |
| 任賢齊 | 武思山     | 在澎湖土生土長的海島男兒，個性單純善良，是澎湖灣民宿的老闆。                     |
| 九孔   | 阿東       | 阿武的好兄弟，也是蚊子村村長。一心想為村子幹番大事，卻常常事與願違，闖出了大禍。 |
| 李國毅 | 武思富     | 阿武的弟弟                                                                       |
| 馬念先 | 馬蓋先     | 海島熱血警察                                                                     |
| 莊琇晴 | 安安       | 阿武認養的女兒                                                                   |
| 方旭   | 紛紛舅舅   |                                                                                  |
| 唐子越 | 紛紛舅媽   |                                                                                  |
| 綠茶   | 綠茶       |                                                                                  |
| 大女孩 | 阿東三姊妹 |                                                                                  |

### 其他演員
| 演員姓名 | 角色名稱     | 介紹                                                                                                 |
| 狄龍     | 武爸         | 阿武的爸爸，一生大多以海為伴，直到年老退休才回歸家庭，抱著對已逝妻子的萬般思念和愧疚，孤獨的渡餘生。 |
| 王彩樺   | 阿珠         | 在漁市賣魚，和阿武從小一起長大，一心只想嫁給阿武的痴情女。                                           |
| 華少     | 節目主持人   | |
| 錦榮     | 傑克         | 葉紛紛的未婚夫                                                                                       |
| 曾寶儀   | 記者會主持人 | |

## 電影歌曲
| 曲別   | 歌名               | 演唱者       | 作詞            | 作曲            | 備註         |
| 主題曲 | 外婆的澎湖灣 2015  | 任賢齊       | 葉佳修          | 葉佳修          | 原唱：潘安邦 |
| 插曲   | 愛上夏天           | 任賢齊       | 任賢齊          | 任賢齊          |              |
| 插曲   | 誰對你最溫柔       | 任賢齊       | MP魔幻力量 廷廷 | MP魔幻力量 鼓鼓 |              |
| 插曲   | 回到最初           | 李國毅       | 任賢齊、Pan     | Pan             |              |
| 插曲   | 蚊子歌             | 九孔、大女孩 | 任賢齊          | 任賢齊          |              |
| 插曲   | 愛之船             | 馬念先       | 馬念先          | 馬念先          |              |
| 插曲   | 溫柔 還你自由版    | 五月天       | 阿信            | 阿信            |              |
| 插曲   | 愛上夏天（愛情版） | 任賢齊、舒淇 | 任賢齊          | 任賢齊          |              |

## 拍攝場景
- 澎湖石滬
- 吉貝嶼
- 澎湖機場

## 票房
截至2015年9月底為止，累積票房達到新臺幣210萬元。

## 外部連結
- Yahoo奇摩電影上《落跑吧愛情》的資料（繁體中文）
- 開眼電影網上《落跑吧愛情》的資料（繁體中文）
- 香港影庫上《落跑吧愛情》的資料（繁體中文）
- 时光网上《落跑吧愛情》的資料（简体中文）
- 豆瓣电影上《落跑吧愛情》的資料 （简体中文）
- 互联网电影数据库（IMDb）上《落跑吧愛情》的资料（英文）

| 台灣 衛視電影台 週六晚間九點全台首播 |
| ------------------------------------ |
| 落跑吧愛情 2016.02.06                |

| 新加坡 新传媒U频道 新春特备 下午 2点30分 首播 |
| --------------------------------------------- |
| 落跑吧爱情 2020.01.26                         |